# 接官乡
接官乡，是中华人民共和国湖北省孝感市安陆市下辖的一个乡镇级行政单位。

## 行政区划
接官乡下辖以下地区：
接官村、界岗村、高庙村、冯畈村、吊桥村、金台村、砖庙村、莲花村、茶安村、刘铺村、李冲村、土门村、吴畈村、宋冲村、马鞍村、白岗村、会砦村、银铺村、唐畈村、楂山村、杨冲村、霞山村、倪庙村、沈湾村、秦畈村和新龙村。